# Боков, Алексей Сергеевич
Алексей Сергеевич Боков (7 апреля 1922, Черновка, Самарская губерния — 11 ноября 2010) — передовик производства, оператор по добыче нефти и газа нефтегазодобывающего управления «Первомайнефть» объединения «Куйбышевнефть» Министерства нефтяной промышленности СССР. Герой Социалистического Труда (1971). Почётный нефтяник.

## Биография
Родился в 1922 году в многодетной крестьянской семье в селе Черновка Самарской губернии. Перед войной работал мотористом автодрезины на Куйбышевской железной дороге. После начала Великой Отечественной войны ушёл добровольцем на фронт. Воевал на Карельском фронте в составе 32-й армии. После демобилизации в 1946 году возвратился в родную деревню. В 1947 года работал помощником оператора подземного ремонта скважин Мухановском нефтяном промысле треста «Кинельнефть», с 1954 года — оператором по добыче нефти управления «Первомайнефть» объединения «Куйбышевнефть» и с 1978 года — рабочим промыслов объединения «Куйбышефнефть», где проработал до 1990 года.
Во время своей работы применял передовые технологии добычи нефти и газа, освоил метод обслуживания нефтяных скважин погружными насосами. Досрочно выполнил личные социалистические обязательства и плановые задания Восьмой пятилетки (1966—1970). 30 марта 1971 года Указом Президиума Верховного Совета СССР удостоен звания Героя Социалистического Труда «за выдающиеся заслуги в выполнении заданий пятилетнего плана по добыче нефти и достижение высоких технико-экономических показателей в работе» с вручением ордена Ленина и золотой медали Серп и Молот.
Почётный нефтяник. Отличник нефтяной промышленности.
С 1990 — на заслуженном отдыхе.
Жил в Самаре (до 1991 — Куйбышев). Умер 11 ноября 2010 года.

## Награды
- Герой Социалистического Труда — указом Президиума Верховного Совета СССР от 30 марта 1971 года;
- Орден Ленина
- Орден Красного Знамени
- Орден Отечественной войны 2 степени
- Медаль «За боевые заслуги»
- Медаль «За победу над Германией в Великой Отечественной войне 1941—1945 гг.»
- Медаль «За трудовое отличие»